# Гуменюк Володимир Іванович
Володимир Іванович Гуменюк (25 жовтня 1936 — 18 листопада 1982, Івано-Франківськ) — український радянський історик, педагог, декан факультету історії Прикарпатського національного університету імені Василя Стефаника 1977—1980. Дослідник українського та міжнародного молодіжного руху в роки Другої світової війни.

## Біографія
Народився 25 жовтня 1936. В 1959 році закінчив історичний факультет Івано-Франківського педагогічного інституту. В 1971 році в МДУ ім. Ломоносова захистив кандидатську дисертацію.В 1971 році очолив новостворену кафедру теорії і методики піонерської і комсомольської роботи (пізніше кафедру методики викладання історії). В 1977 році очолив факультет історії. В 1980 році залишив посаду.
Помер 18 листопада 1982 року в місті Івано-Франківськ.